# Бут, Виктор Анатольевич
Ви́ктор Анато́льевич Бут (род. 13 января 1967, Душанбе, Таджикская ССР, СССР) — российский предприниматель, осуждённый в 2012 году в США на 25 лет тюрьмы за намерение незаконно осуществить торговлю оружием и поддержку терроризма.
Американский суд признал Бута виновным по нескольким пунктам обвинения, в том числе в сговоре с целью продажи оружия организации «Революционные вооружённые силы Колумбии — Армия народа» (ФАРК), которую американские власти считают террористической. Сам Бут, находившийся под заключением с 6 марта 2008 года, свою вину не признавал.
Западные средства массовой информации называли Бута «оружейным бароном» и «торговцем смертью». По утверждению некоторых российских СМИ, «спецслужбы США» считали его «одним из крупнейших нелегальных торговцев оружием в мире».
Российскими властями справедливость судебного решения США по Буту ставилась под сомнение, а также декларировались обещания добиться возвращения своего гражданина на родину. 8 декабря 2022 года Виктор Бут вернулся в Россию после обмена на американскую баскетболистку Бриттни Грайнер, осуждённую за контрабанду наркотиков.

## Ранние годы
В старших классах Виктор Бут изучал немецкий язык и эсперанто. В 1984 году окончил Казанское суворовское военное училище. В 1985 году после неудачной попытки поступить в МГИМО призван на действительную срочную службу в Советскую армию, служил в Закарпатье. По увольнении в запас в 1987 году поступил в Военный Краснознамённый институт Министерства обороны СССР в Москве (переводчик португальского и английского языков), по окончании военного вуза с 1989 по 1991 годы проходил службу в должности военного переводчика-радиста в 339-м Витебском полку военно-транспортной авиации, неоднократно выполняя полётные задания на территории Анголы и других африканских стран. В 1989—1990 годы работал переводчиком советской военной миссии в Мозамбике, где на партийно-комсомольском собрании познакомился со своей будущей женой Аллой. Уволился из армии в 1991 году в звании старшего лейтенанта.

## Предпринимательская деятельность
В 1991 году открыл свою первую фирму и стал авиационным брокером. В 1992 году уехал в ЮАР, где занялся организацией авиаперевозок. В газетном интервью утверждал, что с 1993 года жил в Объединённых Арабских Эмиратах, но «никогда не предпринимал попыток эмигрировать из России или сменить гражданство». Его авиакомпания в аэропорту Шарджи (ОАЭ) занималась перевозкой цветов, хозяйственных товаров и законных военных грузов, а также перевозкой французских и бельгийских военных миротворцев. В 1996 году доставлял в Малайзию российские истребители.
К середине 1990-х годов относятся первые утверждения средств массовой информации о том, что бизнес Бута включает незаконную торговлю оружием в странах, на которые распространялось международное эмбарго. Среди покупателей указывали на правительства и партизанские формирования таких стран, как Афганистан, Ангола, Того, Руанда, Либерия, Сьерра-Леоне, движения «Талибан» и «Аль-Каида». Поводом к таким предположениям стали свидетельства лётчиков, что груз всегда был в заколоченных ящиках. В российской печати высказывались предположения, что Бут мог быть негласным посредником «Росвооружения» и одним из важных секретоносителей России.
По словам отставного сотрудника службы внешней разведки, в 1995 году Бут участвовал в переговорах об освобождении российского экипажа самолёта Ил-76, захваченного в Афганистане.
В 1995—1998 годах вел свой бизнес из Бельгии, но в связи с начатым расследованием его деятельности правоохранительными органами перебрался в Объединённые Арабские Эмираты, где был расположен офис его авиакомпании Air Cess Liberia, владевшей более чем 50 самолётами в разных странах мира.
Бут упоминался в связи с незаконными поставками оружия и боеприпасов в обход санкций ООН в докладах Совета безопасности ООН (2000), Amnesty International (2005 и 2006), Госдепартамента США. Вместе с тем, с 2003 года компании, принадлежащие Буту или контролируемые им, поставляли материальное обеспечение для американских военных в Ираке.
В ноябре 2011 года при обыске в штаб-квартире ливийской разведки в Триполи были найдены документы, указывающие на связи Бута с ливийскими чиновниками в 2003 году. Тогда же Бут признал своё участие в перевозке оружия в «горячие точки», но отрицал торговлю как таковую. В частности, он утверждал: «Я доставлял по воздуху оружие правительствам Анголы, Конго-Браззавиля и Руанды, а также правительству Раббани в Афганистане, когда шла война с талибами. Но я не покупал и не продавал оружие».

## Уголовное преследование

### Обвинения и арест
В 2001 году из-за нарастающей волны подозрений Буту пришлось покинуть ОАЭ. В 2002 году Бельгия стала первым государством, обвинившим его в контрабанде алмазов и отмывании денег на сумму около $300 млн на протяжении семи предыдущих лет, и объявила Бута в международный розыск. Опасаясь ареста, Бут в 2002 году обосновался в России, стараясь не выезжать за рубеж, не привлекать к себе внимания и, по словам жены, перестал заниматься авиационным  бизнесом. Тем не менее, исходя из бельгийского ордера, в 2002 году ООН ввела запрет на перемещения Бута, а в 2005 году вместе с США потребовала заморозить его счета, а также всех связанных с ним предприятий и лиц. Бут утверждал, что в результате санкций ООН потерял около $17 млн.
В конце 1990-х годов правительство США начало расследование деятельности Бута. В июле 2004 года Джордж Буш-младший включил Бута в санкционный список (его американские активы подлежали аресту) как лицо, связанное с бывшим президентом Либерии Чарльзом Тейлором (Бут отрицал поставки оружия Тейлору, впоследствии осуждённому за преступления, совершённые в ходе гражданской войны в Сьерра-Леоне). В октябре 2006 года Бут был включён в аналогичный санкционный список за поставки оружия участникам конфликта в Киву (ДР Конго). В этот период Бут перебрался в Москву и редко выезжал за границу, опасаясь ареста.

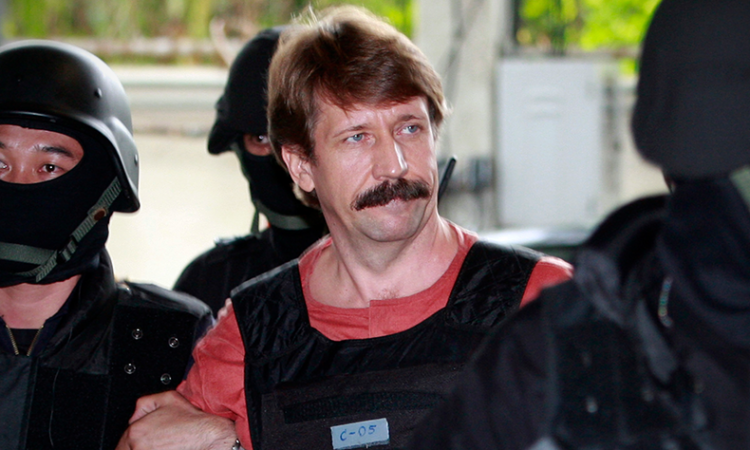
Виктор Бут в Таиланде

В 2007 году советник президента Буша по борьбе с терроризмом Хуан Зарате и агенты Управления по борьбе с наркотиками США (D.E.A.) разработали план, позволявший выманить Бута из России и предъявить ему обвинения, которые позволили бы судить Бута в юрисдикции США. Агенты D.E.A., выдавшие себя за представителей колумбийских повстанцев ФАРК, вышли на партнёра Бута — британского подданного Эндрю Смуляна с запросом о приобретении ПЗРК «Игла», чтобы иметь возможность сбивать вертолёты с американскими пилотами. Знание продавца оружия о том, что оно приобретается для убийства американских граждан, позволяло обвинить его в сговоре с такой целью, а расследование продажи оружия ФАРК — организации, вовлечённой в наркоторговлю, — оправдывало участие агентов D.E.A.; ранее аналогичным образом в Мадриде была проведена операция по задержанию сирийского торговца оружием Монзера Аль-Кассара. Первоначально Бута для встречи с покупателями рассчитывали выманить в Румынию, но он отказался, посчитав это небезопасным, и в итоге ему предложили Таиланд. На встречу в отеле в Бангкоке, куда Бут прилетел 6 марта 2008 года, агенты пришли с записывающим устройством. На переговорах Бут подтвердил, что готов продать ПЗРК и другое оружие для сбивания американских вертолётов. Согласно прокурорам, на слова «покупателей» о том, что оружие предназначено для убийства американских солдат, Бут ответил: «Враг у нас общий». После этого Бут был задержан таиландской полицией, которых сопровождали сотрудники D.E.A., по ордеру, выданному местным судом в январе 2008 года по запросу США.
Вместе с Бутом в Таиланде был задержан, но затем отпущен Смулян. Он меньше чем через сутки вылетел в Нью-Йорк, где добровольно явился в суд, который взял его под стражу. Высказывались подозрения, что он с самого начала тоже сотрудничал с американской спецслужбой. В мае 2012 года Смулян был приговорён к пяти годам тюрьмы, четыре из которых он к тому времени уже отбыл.
В задержании Бута, по версии озвученной доктором политических наук, профессором Алексеем Бинецким, были заинтересованы прежде всего конкурирующие структуры российского ВПК, которые таким образом устраняли конкурента на международном рынке вооружения и выступали в данном случае в качестве агентов влияния своих американских партнёров, поэтому ими была тщательно подготовлена совместная операция по его задержанию в зарубежной юрисдикции, вне пределов досягаемости российского правосудия, в которой первые дезинформировали Бута относительно безопасности его поездки в Таиланд («выманили»), а вторые отвечали за его задержание и последующий вывоз в США.
В течение полутора лет таиландское правительство препятствовало американцам вывезти Бута из страны и пыталось решить с российскими властями вопрос об отправке Бута в Россию, но власти РФ никак не реагировали на неоднократные письменные обращения тайской стороны.

### Экстрадиция из Таиланда

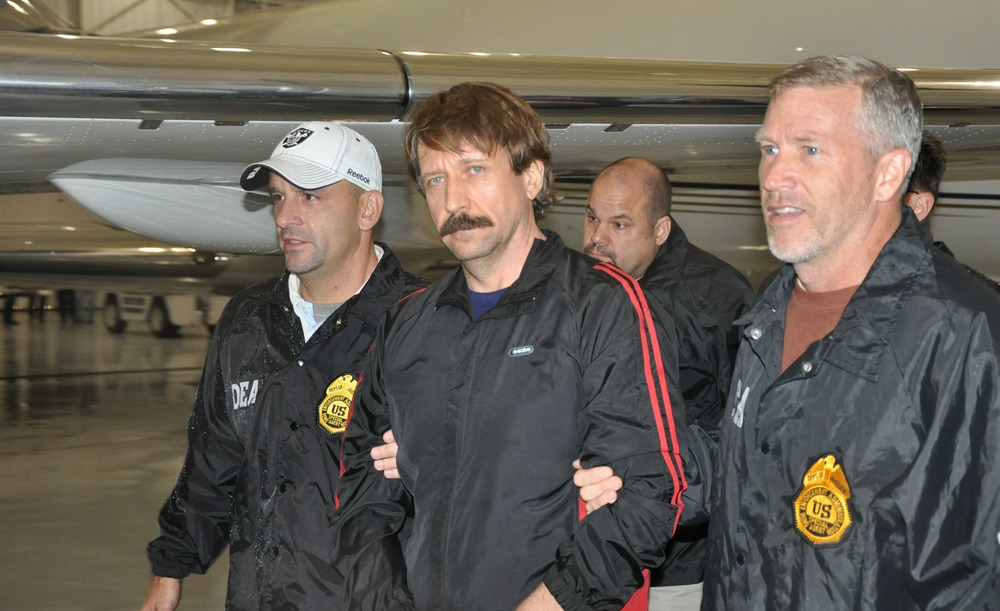
Виктор Бут в сопровождении сотрудников DEA 16 ноября 2010 года после выдачи США

11 августа 2009 года таиландский суд отказал США в экстрадиции, обосновав решение недостаточностью представленных суду доказательств вины, а также тем, что колумбийская радикальная организация ФАРК, которой, по версии обвинения, Бут продавал оружие, является политической, а не террористической, как утверждали США, опираясь на решение в 2001 году Госдепартамента США и позднее — Евросоюза о внесении её в список террористических организаций. Однако 2 сентября того же года уголовный суд Бангкока отказался освободить его под залог.
17 февраля 2010 года прокуратура Нью-Йорка предъявила новые обвинения касательно двух самолётов, находящихся в США, которые хотел купить Бут вместе со своим американским коллегой Ричардом Чичакли. 20 августа того же года апелляционный суд Таиланда в ответ на запрос прокуратуры Таиланда распорядился всё же удовлетворить запрос властей США на экстрадицию Виктора Бута. Решение суда было опротестовано адвокатом Бута, после чего некоторое время заняли другие судебные процедуры. Однако к середине ноября власти Таиланда приняли окончательное решение выдать Виктора Бута в США. 16 ноября 2010 года небольшой реактивный бизнес-джет Gulfstream с Виктором Бутом покинул Таиланд чартерным рейсом. В полёте Бута сопровождали шесть сотрудников американского Управления по борьбе с наркотиками. Перелёт из Бангкока в Нью-Йорк занял более 20 часов. Утром 17 ноября 2010 года самолёт приземлился на авиабазе «Стюарт» Национальной гвардии США возле города Ньюбурга в 60 км к северу от Нью-Йорка.
В суд на Манхэттене Бут был доставлен на броневике в колонне из пяти внедорожников сопровождения. Судья Южного округа Нью-Йорка назначил ему меру пресечения в виде содержания под стражей в Центре временного содержания на Парк-Роу — следственном изоляторе, который называют тюрьмой для особо важных лиц: здесь сидели Бернард Мейдофф, Анна Чапман и осуждённый за наркоторговлю российский лётчик Константин Ярошенко. По заявлениям жены, около 15 месяцев Бут провёл в полной изоляции, в одиночной камере без окон при круглосуточном искусственном освещении; без притока свежего воздуха; кровать, стол и стул — бетонные; прогулки не разрешались.

### Судебный процесс в США. Осуждение и тюрьма
Процесс по делу «США против Бута» начался 11 октября 2011 года в Федеральном окружном суде Южного округа Нью-Йорка, расположенном в Манхэттене в городе Нью-Йорке, под председательством окружной судьи Ширы А. Шендлин. Бут был обвинён по четырём пунктам: преступный сговор с целью убийства граждан США (параграф 2332(b) раздела 18 Кодекса США); преступный сговор с целью убийства лиц, находящихся на госслужбе (параграфы 1114 и 1117); преступный сговор с целью приобретения и продажи переносных зенитных ракетных комплексов (ПЗРК) (параграф 2332g); преступный сговор с целью оказания содействия иностранной организации, признанной террористической. Защита не представляла своих свидетелей, а Бут отказался от дачи показаний в суде. Позиция защиты состояла в том, что доказательства обвинения, включая всю операцию по встрече агентов с Бутом, созданы с нарушением закона, а Бут, договариваясь о поставках оружия, в реальности собирался продать только два грузовых самолёта, которые «собирали пыль» в Конго. В ходе судебного процесса, группа депутатов Госдумы направила письмо на имя судьи Шендлин, в котором утверждалось, что «в деловых кругах, в среде сослуживцев, друзей и близких Виктора Бута давно сложилось мнение о нём как о честном, добропорядочном, высоконравственном и отзывчивом человеке и законопослушном, ответственном, надёжном предпринимателе».
2 ноября 2011 года жюри присяжных единогласно вынесло Буту обвинительный приговор по всем четырём составам преступлений. Защита просила об отмене вердикта, ссылаясь на то, что старшина жюри присяжных Хизер Хобсон в интервью The New York Times признавалась, что видела фильм 2005 года «Оружейный барон», прототипом главного героя которого считается Бут. Хобсон была дополнительно допрошена в суде (по её словам, она видела фильм несколько лет назад и связала его с личностью Бута уже после процесса), после чего суд оставил вердикт в силе. Оглашение приговора не раз переносилось и состоялось 5 апреля 2012 года. Прокуратура требовала приговорить Бута к пожизненному лишению свободы. 5 апреля 2012 года федеральный суд в Нью-Йорке приговорил Бута к 25 годам лишения свободы.
После вынесения приговора Бута перевели в Бруклинскую тюрьму общего режима, в блок для заключённых с неустойчивой психикой и суицидальными наклонностями. Министерство иностранных дел РФ осудило приговор, назвало дело Бута необоснованным, ангажированным и политически заказным и пообещало принять меры для возвращения Бута в Россию. Жена Бута, Алла Бут, выразила удовлетворение поддержкой со стороны дипломатов, но в то же время отметила необъяснимое и настораживающее обстоятельство: с точки зрения внешних политических связей и возможностей России гораздо проще было вернуть Бута на родину из Таиланда, чем из США. В мае 2012 года Федеральное бюро тюрем США приняло решение отправить Бута для отбывания наказания в тюрьму максимально строгого режима ADX Florence в городе Флоренс (штат Колорадо). Адвокат Бута, консульские работники и дипломаты смогли убедить судью и американскую прокуратуру отложить этапирование. В связи с этим Алла Бут обратилась с открытым письмом к российским властям, в котором просила предпринять действия по защите прав гражданина России. В результате в июне 2012 года Бута перевели в тюрьму общего режима «Марион» (штат Иллинойс).
В мае 2012 года начат процесс подготовки документов для экстрадиции Бута на родину в рамках советско-американской конвенции о передаче осуждённых лиц от 21 марта 1983 года. 17 мая 2012 года генеральный прокурор США Эрик Холдер не исключил, что Бут отправится отбывать свой срок в России. Однако уже в июне 2012 года Бут отказался от подготовки экстрадиции в Россию для того, чтобы обжаловать вынесенный ему в США приговор. В начале июля 2012 года Министерство юстиции РФ получило от Аллы Бут ходатайство о выдаче Виктора Бута России, а 23 августа 2012 года стало известно, что российские власти направили США пакет документов для экстрадиции Бута в Россию. 9 ноября 2012 года стало известно, что Министерство юстиции США отказало России в выдаче Бута. В министерстве юстиции США основной причиной отказа назвали «серьёзность совершённого им преступления».
Защита обжаловала приговор, утверждая, что обвинение против него создано государством со злонамеренным мотивом, ссылался на нарушения при экстрадиции (в том числе утверждал, что ему было предъявлено не то обвинение, по которому его экстрадировал таиландский суд) и оспаривал наличие достаточных доказательств по первым двум пунктам (сговор с целью убийства). 27 сентября 2013 года Апелляционный суд второго округа США отклонил апелляцию Бута, оставив в силе приговор федерального суда Южного округа Нью-Йорка.
В июле 2014 года Алла Бут рассказала, что в тюрьме Бут занимается йогой, читает, изучает иностранные языки, слушает советские песни. По её словам, особые сложности у её мужа-вегетарианца вызывает система питания: заключённых в тюрьме кормят гамбургерами и хотдогами, которые Бут есть не может.
В ноябре 2014 года Бут обратился в окружной суд Манхэттена с требованием о пересмотре дела в связи с «вновь открывшимися обстоятельствами».
22 февраля 2017 года защита Бута обжаловала приговор в Верховном суде США, который в апреле того же года опубликовал уведомление об отказе в принятии дела к рассмотрению. Таким образом правовые механизмы обжалования приговора в США были полностью исчерпаны.
В июле 2017 года стало известно, что Буту увеличили срок заключения на 40 дней по обвинению в изготовлении алкоголя в тюрьме. Так было квалифицировано приготовление Бутом из собственноручно выращиваемого чайного гриба напитка, который употребляли другие заключённые и надзиратели. В связи с этим срок его освобождения из тюрьмы был сдвинут до 19 августа 2029 года.

## Обстоятельства пребывания в заключении
По данным доктора политических наук Алексея Бинецкого, обстоятельства пребывания Бута в местах заключения намеренно искажались российскими СМИ («у него на шести листах меню […] он сидел в условиях, в которых не сидит у нас губернатор Белых»). По факту отсутствия соевого молока среди пунктов индивидуального меню заключённого Бута Посольство РФ в Вашингтоне обратилось с соответствующим письмом в Министерство юстиции США. По версии Бинецкого, в пребывании Бута в заключении неопределённо длительное время были заинтересованы как американская, так и российская сторона. Позже сам Бут подтвердил, что он вегетарианец (с этим связана история с соевым молоком, поскольку сотрудники посольства РФ просили администрацию тюрьмы заменить Буту мясо на соевое молоко — посол РФ в Вашингтоне Антонов даже отправлял специальную ноту в госдепартамент. Гастрономические ограничения, которые претерпел Бут в тюрьме, были названы в ноте «изощрёнными пытками»).

## Акции в поддержку
11 октября 2011 года общественная организация «Профсоюз граждан России» организовала пикет у консульства США в Санкт-Петербурге с лозунгами «Верните Виктора Бута!» и «Мы требуем справедливого суда над Виктором Бутом!». Подобные мероприятия также прошли в Москве, Новосибирске и Екатеринбурге. 27 декабря того же года «Профсоюз граждан России» провёл массовый пикет у консульства США в Санкт-Петербурге c требованием вернуть Бута на Родину. В этот раз к активистам Профсоюза присоединилась Алла Бут.
27 марта 2012 года «Профсоюз граждан России» провёл массовый пикет в поддержку Бута у консульства США в Санкт-Петербурге. 22 марта делегации организации в Москве и Петербурге передали послу США Майклу Макфолу и генконсулу США Брюсу Тернеру письма, в которых настаивали на личной встрече для обсуждения вопроса освобождения Бута. В Москве у посольства США так же состоялся пикет с аналогичными требованиями. 24 апреля 2012 года члены Профсоюза вновь выступили у консульства США в Санкт-Петербурге.

## Обмен
В сентябре 2019 года стало известно, что российские власти предлагали обменять Бута на 15 граждан США, отбывающих наказание в России, но американская сторона ответила отказом, пояснив, что предлагавшиеся на обмен граждане «мало им интересны», а Бут «будет сидеть в назидание другим».
В 2020 году «Би-би-си» сообщила о рассмотрении российскими властями возможности освобождения Бута путём обмена на американца Пола Уилана, осуждённого в России на 16 лет за шпионаж. По мнению наблюдателей, российские власти желали обменять на Уилана не только Бута, но и россиянина Константина Ярошенко, осуждённого в США за контрабанду наркотиков в крупном размере.
27 июля 2022 года глава Госдепартамента США Энтони Блинкен заявил о намерениях обсудить в телефонном разговоре с главой МИД России Сергеем Лавровым возможность обмена Виктора Бута на Пола Уилана и Бриттни Грайнер.
8 декабря 2022 года Бут вернулся в Россию после обмена заключёнными: в аэропорту Абу-Даби его обменяли на Бриттни Грайнер. По данным СМИ, Бут и Грайнер были помилованы перед обменом; продолжать отбывать соответствующие наказания в своих странах они не должны.
Официальные лица США заявили, что Россия отказалась включить Пола Уилана в соглашение, в результате чего Джо Байдену пришлось согласиться на обмен «один к одному», так же как ранее при обмене Константина Ярошенко на Тревора Рида. Обмен стал неожиданностью, поскольку официальные лица США в течение нескольких месяцев заявляли о решимости вернуть домой как Грайнер, так и Пола Уилана, находящегося в заключении с декабря 2018 года.

### Реакция
Россия
Российские власти, пресса и телевидение встретили Бута с почётом, объявив его невинной жертвой американской политики. При этом не поясняется, почему Россия столько лет упорно добивалась освобождения Бута, — владельца небольшой авиакомпании, по словам Кремля.
США
В США сложилось устойчивое мнение о том, что Бут работал на российские спецслужбы, и что его поставки вооружений в горячие точки служили интересам Кремля.

## После возвращения в Россию

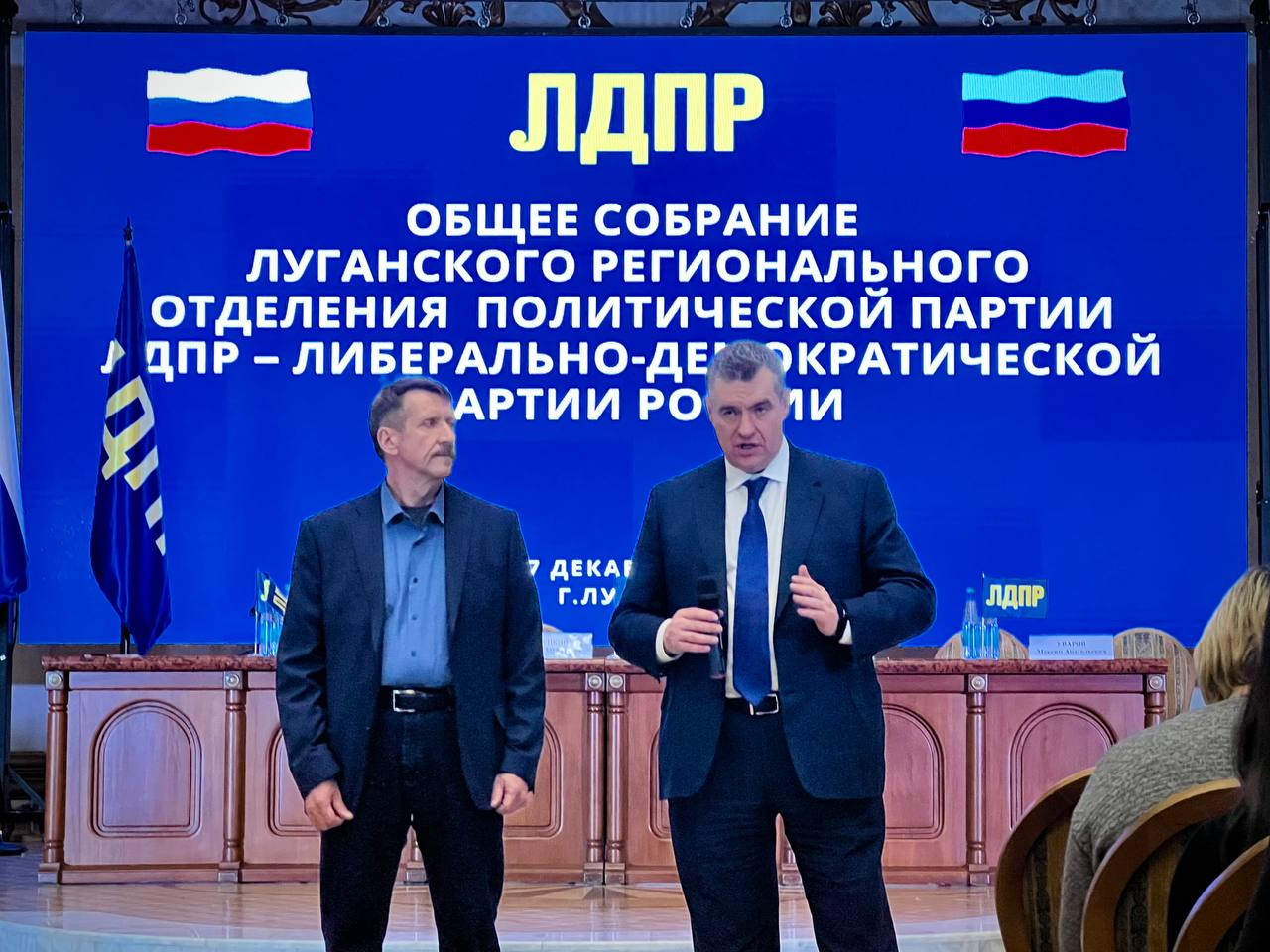
Виктор Бут и Леонид Слуцкий на учредительной конференции ЛДПР в ЛНР, 2022 год

9 декабря 2022 года Виктор Бут дал интервью Марии Бутиной для RT, где заявил, что не думает, что он важен для российской политики. 10 декабря Бут высказался в поддержку вторжения России на Украину и допустил, что при наличии возможности и навыков стал бы добровольцем. 12 декабря Леонид Слуцкий, председатель Либерально-демократической партии России, заявил, что Бут получил членский билет партии.
В июле 2023 года ЛДПР выдвинула Бута кандидатом в депутаты Законодательного собрания Ульяновской области. 20 сентября 2023 года зарегистрирован депутатом Законодательного собрания Ульяновской области седьмого созыва по областному избирательному округу от партии ЛДПР. Вошёл в состав комитета по промышленности, строительству, энергетике, транспорту и дорожному хозяйству, а также в состав комитета по аграрной и продовольственной политике.

## Личная жизнь
С 1992 года женат на Алле Владимировне Бут (в девичестве Протасова; родилась в 1970 году в Ленинграде). Согласно отчёту ООН S/2000/1225 отец Аллы Бут по фамилии Зюгин одно время занимал высокую должность в КГБ СССР. Алла — художник, дизайнер, модельер, была владелицей магазинов одежды в ОАЭ, Германии, ЮАР и России. С будущей женой Виктор Бут познакомился в конце 1980-х годов в Мозамбике, где работал переводчиком с португальского в советской военной миссии. Для Аллы это был второй брак. Дочь — Елизавета (родилась в 1994 году в ОАЭ). Старший брат и бывший компаньон — Сергей Анатольевич Бут продолжает вести законный авиационный бизнес в Объединённых Арабских Эмиратах (в частности, в Шардже) и Болгарии.
Виктор Бут — вегетарианец. Утверждает, что не является приверженцем какой-либо религии, но считает своими духовными лидерами Льва Толстого и Ивана Ильина и «разделяет взгляды» Иисуса Христа, Будды, Заратустры и Кришны.
Владеет многими языками, включая английский, французский, португальский, таджикский, фарси, дари, зулу, коса, эсперанто.

## Образы в культуре

### Кинематограф
- В 2005 году Бут стал прототипом главного героя фильма «Оружейный барон» (США)[107]. Его роль сыграл Николас Кейдж.
- По словам жены Бута, Виктор выступил прототипом координатора и спонсора побега российских лётчиков-«торговцев смертью» (нелегальных поставщиков оружия) из плена боевиков Талибана в фильме «Кандагар»[108].
- В 2014 году Виктор Бут стал прототипом Антона Чуба, одного из центральных персонажей российского многосерийного телевизионного фильма «Профессионал» (профессионального террориста и наркоторговца, которого его начальство, федеральная администрация РФ, решила устранить после его провала). Эту роль сыграл Сергей Жигунов.

### Комментарии
1. ↑  По сообщениям прессы, обмену способствовали усилия саудовского кронпринца Мухаммада бин Салмана и лидера ОАЭ Мухаммада бин Заида[26]
2. ↑  Российская сторона требовала в обмен на Уилана освободить полковника ГРУ Вадима Красикова, отбывающего пожизненный срок в Германии за убийство Зелимхана Хангошвили[92]. К этой просьбе присоединились власти США, но Германия не согласилась на обмен, указав на тяжесть преступления Красикова[93]

### Сноски
1. 1 2 3  Виктор Бут осужден в США на 25 лет тюрьмы. Русская служба Би-Би-Си. Дата обращения: 6 апреля 2012. Архивировано 6 апреля 2012 года.
2. ↑  Виктор Бут признан виновным присяжными в Нью-Йорке Архивная копия от 6 марта 2012 на Wayback Machine — Голос Америки, 2 ноября 2011
3. ↑  Russian Viktor Bout convicted over Colombian arms deal. The Associated Press. 2 ноября 2011. Архивировано 3 ноября 2011. Дата обращения: 2 ноября 2011.
4. ↑  Суд США признал Виктора Бута виновным по всем пунктам. Дата обращения: 2 ноября 2011. Архивировано 2 ноября 2011 года.
5. ↑  inoСМИ.ru/CNN: Возвращение холодной войны: суд над «торговцем смертью». Дата обращения: 26 апреля 2020. Архивировано 24 июня 2018 года.
6. ↑  ИноТВ: Торговля оружием принесла Буту миллиарды Архивная копия от 14 октября 2011 на Wayback Machine
7. 1 2 3 4 5 6 7 8  Lenta.ru: Бут, Виктор. Дата обращения: 26 апреля 2020. Архивировано 6 августа 2020 года.
8. ↑  Яхья Гасанов. Бриттни Грайнер обменяли на Виктора Бута. Чемпионат.com (8 декабря 2022). Дата обращения: 8 декабря 2022. Архивировано 8 декабря 2022 года.
9. ↑  Новая Газета | № 49 от 10 Июля 2008 г. | Бут и быт Архивная копия от 30 сентября 2010 на Wayback Machine
10. ↑  Известия. Ру: За что сидит Виктор Бут
11. ↑  Справочник. БУТ Виктор Анатольевич. Коммерсантъ (12 апреля 2012). Дата обращения: 24 апреля 2013. Архивировано из оригинала 28 апреля 2013 года.
12. 1 2 3 4 5  Общество : Любимая женщина «оружейного барона». Дата обращения: 26 апреля 2020. Архивировано 3 декабря 2016 года.
13. 1 2  Вести. Ru: Бут Виктор Анатольевич. Дата обращения: 15 декабря 2010. Архивировано 27 ноября 2010 года.
14. ↑  Бут Виктор Анатольевич. Биографическая справка. Дата обращения: 18 ноября 2022. Архивировано 18 ноября 2022 года.
15. ↑  Виктор Бут: «Завтра скажут, что бен Ладен — мой сотрудник» Архивная копия от 10 сентября 2017 на Wayback Machine «Известия», 02.03.2002
16. ↑  Общество : Тайный посредник «Росвооружения» Виктор Бут. Бут. Дата обращения: 26 апреля 2020. Архивировано 12 апреля 2014 года.
17. ↑  Бут помогал освободить экипаж захваченного в Кандагаре самолёта Ил-76 (недоступная ссылка)
18. ↑  «Охота за Бутом началась после побега экипажа Ил-76 из Кандагара». www.business-gazeta.ru (17 ноября 2010). Дата обращения: 4 апреля 2025.
19. ↑  Кто такой Виктор Бут. — «Коммерсант», 7 марта 2008 года. Дата обращения: 8 марта 2008. Архивировано 11 марта 2008 года.
20. ↑  Следы Бута нашли в Ливии. Дата обращения: 7 ноября 2011. Архивировано 7 ноября 2011 года.
21. ↑  Виктор Бут пытался наладить бизнес с Каддафи. NEWSru (6 ноября 2011). Дата обращения: 30 мая 2012. Архивировано 17 апреля 2012 года.
22. 1 2  «Putting the Bout in» The Economist, Nov 18th 2010. Дата обращения: 19 ноября 2010. Архивировано 20 ноября 2010 года.
23. ↑  Executive Order 13348 of July 22, 2004 Blocking Property of Certain Persons and Prohibiting the Importation of Certain Goods from Liberia
24. 1 2 3 4 5 6 7  Schmidle, N. Disarming Viktor Bout. The New Yorker (27 августа 2014). Дата обращения: 8 января 2023. Архивировано 5 января 2023 года.
25. ↑  Treasury Designates Ten Individuals and Entities for Their Contributions to the Conflict in the Democratic Republic of Congo. U.S. Department of the Treasury (30 марта 2007). Дата обращения: 8 января 2023. Архивировано 8 января 2023 года.
26. 1 2 3  Who is Viktor Bout? Архивная копия от 9 декабря 2022 на Wayback Machine, The Economist, 8.12.2022
27. ↑  Смулян Андрей. Лентапедия. Дата обращения: 26 апреля 2020. Архивировано 4 августа 2020 года.
28. ↑  Hopkins, V., Yuhas, A. Who Is Viktor Bout, the Arms Dealer in the Swap for Brittney Griner? The New York Times (8 декабря 2022). Дата обращения: 9 января 2023. Архивировано 9 января 2023 года.
29. ↑  Рубникович, О., Джоджуа, Т., Сидоров, Д. "Оружейный барон" отстрелялся. Коммерсантъ (7 марта 2008). Дата обращения: 9 января 2023. Архивировано 21 декабря 2022 года.
30. ↑  Рубникович, О. Обвинения против Виктора Бута подкрепили арестом. Коммерсантъ (12 марта 2008). Дата обращения: 9 января 2023.
31. 1 2 3 4  «Его засунули в „бетонный гроб“». Алла Бут — о муже, Путине и американском правосудии. Дата обращения: 6 июля 2012. Архивировано 14 июня 2012 года.
32. 1 2  Бинецкий А. Э. «Лоббизм и дипломатия в современных условиях». МГИМО (56:50 — 1:20:50)  (Дата обращения: 27 апреля 2018)
33. ↑  Суд Таиланда отказал США в экстрадиции «оружейного барона» — россиянина Виктора Бута. Дата обращения: 22 сентября 2010. Архивировано 28 августа 2010 года.
34. ↑  Таиландский суд оправдал Виктора Бута. Дата обращения: 11 августа 2009. Архивировано 12 августа 2009 года.
35. ↑  Таиландский суд не выпустил Виктора Бута под залог в 45 тысяч долларов. Дата обращения: 22 сентября 2010. Архивировано 8 января 2011 года.
36. ↑  Суд Таиланда постановил экстрадировать Виктора Бута в США. Дата обращения: 26 апреля 2020. Архивировано 9 мая 2021 года.
37. ↑  Кудюкин, П.. Есть такая профессия – оружием торговать. В Кризис.ру (15 июля 2011). Дата обращения: 15 января 2023. Архивировано 10 октября 2011 года.
38. 1 2  United States v Viktor Bout. United Nations Office on Drugs and Crime. Дата обращения: 15 января 2023. Архивировано 15 января 2023 года.
39. ↑  Белянинов, К. 178 страниц алиби Виктора Бута. Коммерсантъ (20 апреля 2011). Дата обращения: 15 января 2023. Архивировано 9 августа 2021 года.
40. ↑  Дело Бута — Вердикт по делу Бута ставит перед Россией ряд неудобных вопросов. Дата обращения: 6 ноября 2011. Архивировано 5 ноября 2011 года.
41. ↑  Присяжные признали Бута виновным по всем пунктам обвинения. Дата обращения: 2 ноября 2011. Архивировано из оригинала 3 ноября 2011 года.
42. ↑  Би-би-си: «Суд США признал Виктора Бута виновным по всем пунктам». Дата обращения: 2 ноября 2011. Архивировано 2 ноября 2011 года.
43. ↑  Rosenberg, N. Film Held No Sway in Arms Dealer’s Trial, Juror Tells Court. The New York Times (21 декабря 2011). Дата обращения: 15 января 2023. Архивировано 15 января 2023 года.
44. ↑  Белянинов, К. Виктора Бута защищают обвинением. Коммерсантъ (23 декабря 2011). Дата обращения: 15 января 2023. Архивировано 29 июня 2022 года.
45. ↑  Прокуратура просит назначить Виктору Буту пожизненный срок. Дата обращения: 31 марта 2012. Архивировано из оригинала 31 марта 2012 года.
46. 1 2  «Супермакс» для Бута: осуждённого в США россиянина отправляют в спецтюрьму для неисправимых террористов. NEWSru (11 мая 2012). Дата обращения: 30 мая 2012. Архивировано 14 июня 2012 года.
47. ↑  Россия недовольна приговором В. Буту: американский суд выполнял заказ. Дата обращения: 6 апреля 2012. Архивировано из оригинала 8 апреля 2012 года.
48. ↑  Лавров: будем добиваться возвращения Бута и Ярошенко в Россию. Дата обращения: 12 апреля 2012. Архивировано 14 апреля 2012 года.
49. ↑  «Его засунули в „бетонный гроб“». Алла Бут — о муже, Путине и американском правосудии. Дата обращения: 6 июля 2012. Архивировано 14 июня 2012 года.
50. ↑  Труд: Алла Бут бьет в набат. Дата обращения: 6 июля 2012. Архивировано 16 мая 2012 года.
51. ↑  Inmate Locator. Federal Bureau of Prisons. Дата обращения: 22 января 2011. Архивировано 2 декабря 2012 года.
52. ↑  Виктор Бут избежал тюрьмы строгого режима. Lenta.ru (1 июня 2012). Дата обращения: 10 ноября 2012. Архивировано 5 октября 2012 года.
53. ↑  Алла Бут передала в Минюст документы, нужные для выдачи её мужа России. Дата обращения: 6 июля 2012. Архивировано 10 июля 2012 года.
54. 1 2  Москва передала США документы об экстрадиции Виктора Бута. Дата обращения: 23 августа 2012. Архивировано из оригинала 25 августа 2012 года.
55. ↑  В. Бут отказался от возвращения в РФ ради обжалования приговора. Дата обращения: 29 июня 2012. Архивировано из оригинала 30 июня 2012 года.
56. 1 2  США отказались выдать Бута России. Lenta.ru (10 ноября 2012). Дата обращения: 10 ноября 2012. Архивировано 11 ноября 2012 года.
57. ↑  Суд США подтвердил приговор Виктору Буту, осужденному на 25 лет Архивная копия от 28 сентября 2013 на Wayback Machine NEWSru, 27 сентября 2013.
58. ↑  Виктор Бут нашел спасение в советских песнях. Lenta.ru (17 июля 2014). Дата обращения: 17 июля 2014. Архивировано 20 июля 2014 года.
59. ↑  Виктор Бут попросил суд о пересмотре дела из-за вновь открывшихся обстоятельств. Дата обращения: 3 ноября 2014. Архивировано 3 ноября 2014 года.
60. ↑  Верховный суд США отказался принимать к рассмотрению дело Виктора Бута. Дата обращения: 19 июля 2017. Архивировано 4 апреля 2017 года.
61. 1 2  Виктору Буту увеличили тюремный срок за выращивание чайного гриба. Дата обращения: 19 июля 2017. Архивировано 19 июля 2017 года.
62. ↑  91641-054 VIKTOR BOUT. Register Number: 91641-054. Age: 53. Race: White. Sex: Male. Located at: Marion USP. Release Date: 08/19/2029. Дата обращения: 29 августа 2018. Архивировано 26 мая 2019 года.
63. ↑  Бинецкий А. Э. «Лоббизм в современном мире: экономика, дипломатия, разведка» (1:06:50 — 1:08:45)  (Дата обращения: 26 марта 2018)
64. ↑  Ахмирова Р. Адвокат Бута об обмене на Савченко: Он станет героем — США на это не пойдут Архивная копия от 26 февраля 2021 на Wayback Machine. // Собеседник, 29.03.2016.
65. ↑  Бинецкий А. Э. «Лоббизм и дипломатия в современных условиях». МГИМО (56:50 — 1:20:50)  (Дата обращения: 27 апреля 2018)
66. ↑  Бинецкий А. Э. «Лоббизм в современном мире: экономика, дипломатия, разведка». МГИМО (1:12:51 — 1:12:58)  (Дата обращения: 26 марта 2018)
67. ↑  Рацион Бута в тюрьме США изменили на вегетарианский Архивная копия от 27 января 2023 на Wayback Machine. 29 ноября 2011
68. ↑  Андрей МАЛЬГИН: «Гастрономические ограничения, которые претерпел Бут в тюрьме, были названы изощренными пытками» Архивная копия от 17 сентября 2024 на Wayback Machine 5 августа 2024.
69. ↑  Русских должны судить дома  Архивная копия от 15 декабря 2011 на Wayback Machine
70. ↑  Пикеты в поддержку Виктора Бута «Русские своих не бросают!» Дата обращения: 1 января 2012. Архивировано 16 декабря 2011 года.
71. ↑  Пикет в поддержку Виктора Бута прошел сегодня у генконсульства США в Петербурге. Дата обращения: 1 января 2012. Архивировано из оригинала 10 января 2012 года.
72. ↑  Супруга Виктора Бута приняла участие в пикетировании консульства США в Петербурге. Интерфакс. Дата обращения: 1 января 2012. Архивировано 1 января 2012 года.
73. ↑  Жена Виктора Бута: Процесс против моего мужа — политическая подстава. Дата обращения: 26 апреля 2020. Архивировано 25 ноября 2018 года.
74. ↑  Супруга В. Бута пикетирует консульство США в Санкт-Петербурге  Архивная копия от 18 января 2012 на Wayback Machine
75. ↑  В поддержку Виктора Бута у консульства США прошел пикет. ТК «Санкт-Петербург». Дата обращения: 13 мая 2012. Архивировано 4 марта 2016 года.
76. ↑  Члены российских профсоюзов требуют экстрадиции Виктора Бута Мир Архивная копия от 30 марта 2012 на Wayback Machine
77. ↑  В Петербурге пройдет пикет в поддержку Виктора Бута. Дата обращения: 13 мая 2012. Архивировано 29 апреля 2012 года.
78. ↑  США в Петербурге пикетировали сторонники Виктора Бута (недоступная ссылка)
79. ↑  У посольства США пройдет пикет в поддержку Виктора Бута [[АИФ]]. Дата обращения: 13 мая 2012. Архивировано 2 апреля 2012 года.
80. ↑  Москва вступилась за Виктора Бута Metro  Архивная копия от 21 апреля 2012 на Wayback Machine
81. ↑  Верните Бута в Россию! Дата обращения: 13 мая 2012. Архивировано 17 мая 2012 года.
82. ↑  В Петербурге около консульства США проходит акция в защиту Виктора Бута. Дата обращения: 13 мая 2012. Архивировано 7 марта 2016 года.
83. ↑  Москва предлагала обменять на Бута до 15 отбывающих наказание в РФ американцев, сказала его жена. NEWSru.com (10 сентября 2019). Дата обращения: 1 ноября 2020. Архивировано 6 ноября 2020 года.
84. ↑  Paul Whelan: Grim life of US 'spy' in Russian labour camp Архивная копия от 23 декабря 2020 на Wayback Machine, BBC, 22.12.2020
85. 1 2  Дружба и предательство: Пол Уилан — о своем аресте и жизни в колонии Архивная копия от 23 декабря 2020 на Wayback Machine, BBC, 24.12.2020
86. ↑  Блинкен заявил о намерении созвониться с Лавровым по поводу Грайнер и Уилана. КоммерсантЪ (27 июля 2022). Дата обращения: 28 июля 2022. Архивировано 27 июля 2022 года.
87. ↑  Виктор Бут вернулся в Россию. Утро.ру (8 декабря 2022). Дата обращения: 8 декабря 2022. Архивировано 8 декабря 2022 года.
88. ↑  Георгий Сосно. Виктор Бут обменян на баскетболистку Грайнер в аэропорту Абу-Даби. Чемпионат.com (8 декабря 2022). Дата обращения: 8 декабря 2022. Архивировано 8 декабря 2022 года.
89. ↑  Правозащитник сообщил, что Бута и Грайнер помиловали перед обменом. TACC. Дата обращения: 8 декабря 2022. Архивировано 8 декабря 2022 года.
90. ↑  Shear, Michael D. (8 декабря 2022). Brittney Griner Is Freed as Part of a Prisoner Swap With Russia. The New York Times. Архивировано 9 декабря 2022. Дата обращения: 9 декабря 2022.
91. ↑  Ryan Fahey. 'Merchant of death' dealer released back to Russia by US in basketball star swap (англ.). mirror (8 декабря 2022). Дата обращения: 9 декабря 2022. Архивировано 9 декабря 2022 года.
92. ↑  CNN Exclusive: Russian officials requested adding convicted murderer to Griner/Whelan prisoner swap - CNNPolitics. Дата обращения: 30 июля 2022. Архивировано 30 июля 2022 года.
93. ↑  Inside the Prisoner Swap That Freed Brittney Griner Архивная копия от 10 декабря 2022 на Wayback Machine, The New York Times, Dec. 9, 2022
94. 1 2  Viktor Bout’s Release Is Hailed in Russia as a Kremlin Victory. Дата обращения: 10 декабря 2022. Архивировано 10 декабря 2022 года.
95. ↑  Виктор Бут дал первое интервью после освобождения из американской тюрьмы. С ним поговорила сотрудница RT Мария Бутина Краткий пересказ. Meduza. Дата обращения: 10 декабря 2022. Архивировано 9 декабря 2022 года.
96. ↑  Бут заявил, что всецело поддерживает СВО. TACC. Дата обращения: 10 декабря 2022. Архивировано 10 декабря 2022 года.
97. ↑  Виктор Бут стал членом ЛДПР. TACC. Дата обращения: 12 декабря 2022. Архивировано 12 декабря 2022 года.
98. ↑  ЛДПР выдвинула Виктора Бута в депутаты Заксобрания Ульяновской области. Коммерсантъ (2 июля 2023). Дата обращения: 2 июля 2023. Архивировано 2 июля 2023 года.
99. ↑  Виктор Бут стал депутатом заксобрания Ульяновской области. Коммерсантъ (12 сентября 2023). Дата обращения: 1 июля 2024. Архивировано 13 мая 2024 года.
100. ↑  Africa’s merchant of death | World news | The Guardian
101. ↑  The deadly convenience of Victor Bout / ISN
102. ↑  S/2000/1225. Дата обращения: 25 мая 2024. Архивировано 25 мая 2024 года.
103. ↑  Радио ЭХО Москвы :: История одного города, 19.02.2006 15:08 Йоханнесбург : Дмитрий Иосифов, Алла Бут. Дата обращения: 26 апреля 2020. Архивировано 27 декабря 2016 года.
104. 1 2  Бинецкий А. Э. «Лоббизм и дипломатия в современных условиях» (56:50 — 1:20:50)  (Дата обращения: 27 апреля 2018)
105. ↑  Би-Би-Си «Прокуратура США отвергла пересмотр приговора Буту». Дата обращения: 29 ноября 2011. Архивировано 29 ноября 2011 года.
106. ↑  Виктор Бут: мое дело политическое, а не уголовное. РИА Новости (13 февраля 2012). Дата обращения: 10 ноября 2012. Архивировано 2 декабря 2012 года.
107. ↑  «Man in the dock» The Economist, Sep 30th 2010. Дата обращения: 19 ноября 2010. Архивировано 20 ноября 2010 года.
108. ↑  Супруга Виктора Бута оправдывает его фильмом «Кандагар». NEWSru (20 сентября 2010). Дата обращения: 21 сентября 2010. Архивировано 27 марта 2012 года.
109. ↑  MERCHANT OF DEATH by Douglas Farah & Stephen Braun. Reviews. Дата обращения: 25 мая 2015. Архивировано из оригинала 25 мая 2015 года.
110. ↑  «Экватор. Чёрный цвет&Белый цвет.» Дата обращения: 17 ноября 2010. Архивировано 10 августа 2010 года.
111. ↑  Во Франции выходит роман, посвященный Виктору Буту | Газета. Ru: Новости дня. Дата обращения: 25 января 2011. Архивировано 24 ноября 2010 года.
112. ↑  Баллада о лётчике. Дата обращения: 14 декабря 2017. Архивировано 22 декабря 2017 года.
113. ↑  В России вышла книга «Виктор Бут. Подлинная история «оружейного барона». kulturomania.ru. Дата обращения: 26 июня 2021. Архивировано 26 июня 2021 года.